# Dalam (Taliwang)
Dalam is een bestuurslaag in het regentschap Sumbawa Barat van de provincie West-Nusa Tenggara, Indonesië. Dalam telt 6586 inwoners (volkstelling 2010).